# Soproni József (zeneszerző)
Soproni József  (Sopron, 1930. október 4. – Budapest, 2021. április 24.) a Nemzet Művésze címmel kitüntetett, Kossuth- és Erkel-díjas zeneszerző, zenepedagógus.

## Élete, munkássága
Sopronban, szülővárosában tanult zongorázni már hatéves korától, tizenkét évesen – titokban – már komponált is. A Széchenyi Gimnáziumban érettségizett. 1949-ben felvették a budapesti Liszt Ferenc Zeneművészeti Főiskolára, ahol Viski Jánosnál tanult zeneszerzést. Diplomáját 1956-ban szerezte meg.
1957-től 1972-ig a Bartók Béla Zeneművészeti Szakközépiskolában zeneelméletet, majd zeneszerzést tanított. Közben, 1962-től a Zeneakadémián is oktatott, 1968-tól docensként, majd 1974-től egyetemi tanárként. A főiskolán ellenpontot, zeneszerzést, majd transzponálás-partitúraolvasást tanított. 1984-ben rektorhelyettes, majd 1988-tól két cikluson át, 1994-ig az egyetem rektora. Az ő idején jött létre a csembaló tanszak, kezdődött a jazz oktatása, és a vidéki tanárképzőkben négy évre emelték a képzési időt. Jelenleg professor emeritus az Alkotóművészeti és Zeneelméleti Ismeretek Tanszékének zeneelmélet szakcsoportjában. 1992-ben alapító tagja volt a Széchenyi Irodalmi és Művészeti Akadémiának. Műveiből több rádió- és hangfelvétel készült, főleg a Hungaroton kiadásában.
Zeneszerzői ars poeticáját így fogalmazta meg: „Annak a műnek van létjogosultsága, amelyet csak az írhatta, aki írta. Csak annak a műnek van létjogosultsága, amelyben teljes hitelességgel megjelenik az alkotó. […] Én csak annyit tehetek, hogy személyiségemet teljes mértékben átengedem a komponálásnak. Műveim csak belső szükségszerűségből születnek, akkor is, ha esetleg megrendelésre dolgozom. […] A zene okozzon örömet, ahogy ez évszázadok során működött. Amikor „szép” zenéről beszélek, nem gondolok stílusra, de hitelesen gondolkodó alkotó személyiségekre.”
Munkásságáért több elismeréssel, kitüntetéssel jutalmazták: 1974-ben Erkel-díjat, 1999-ben Kossuth-díjat kapott, 2000-ben pedig szülővárosa, Sopron megyei jogú város díszpolgára lett.

## Díjai, elismerései
- Erkel Ferenc-díj (1974)
- Érdemes művész (1981)
- Bartók–Pásztory-díj (1987, 2002)
- Kiváló művész (1990)
- Kossuth-díj (1999)
- Pázmány Péter-díj (1999)
- Sopron díszpolgára (2000)
- Artisjus-díj (2008)
- A Nemzet Művésze (2020)

## Művei időrendben
- Harminc invenció, zongorára (1951-52)
- Divertimento, vonószenekarra (1951-52)
- Missa brevis, vegyeskarra és orgonára (1952)
- Concerto, vonószenekarra (1953)
- Négy bagatell, zongorára (1957)
- Partita, csembalóra (1957)
- Missa in diebus iniquitatis, a capella vegyeskarra (1957)
- Két Balassi-kórus, a capella vegyeskarra (1957)
- Vonósnégyes [No.1] (1957-58)
- Szonatina, brácsára és zongorára (1958)
- Meditazione con toccata, orgonára (1959)
- Brácsaverseny, brácsára és szimfonikus zenekarra (1959)
- Vonósnégyes [No.2] (1960)
- Szimfónia, vonószenekarra, rézfúvókra és ütőhangszerekre (1961)
- Hét zongoradarab (1962)
- Három dal Radnóti Miklós verseire, énekhangra és zongorára (1962)
- Öt dal Radnóti Miklós verseire, énekhangra és zongorára (1962)
- Musica da camera [No.1], hegedűre, gordonkára és zongorára (1963)
- Carmina polinaesiana, kantáta (Húsvét-szigeti dalszöveg), női karra, két fuvolára, zongorára és ütőkre (1964)
- Ovidii metamoprhoses, kantáta (Publius Ovidius Naso), szopránhangra, vegyeskarra és zenekarra (1965)
- Vonósnégyes [No.3] (1965)
- Három Verlaine-dal, énekhangra és zongorára (1966)
- Két a capella vegyeskar Juhász Gyula verseire (1967)
- Gordonkaverseny [No.1], gordonkára és szimfonikus zenekarra ,,In memoriam matris carissimae meae" (1967)
- De aetatibus mundi carmina, kantáta (Publius Ovidius Naso), szopránhangra, vegyeskarra és zenekarra (1968)
- Antigoné, opera (1968-74; visszavonva; a mű nincs kapcsolatban a másik Antigoné-operával!)
- Eklypsis, szimfonikus zenekarra (1969)
- Öt kis négykezes zongoradarab (1971)
- Invenzioni sul B-A-C-H, zongorára (1971)
- Vonósnégyes [No.4] (1971)
- Szonáta, fuvolára és zongorára (1971)
- Kamarakoncert [No.1], 12 hangszerre (1972)
- Incrustations, zongorára (1973)
- Jegyzetlapok I, zongorára (1974)
- Jegyzetlapok II, zongorára (1975)
- Szimfónia [No.1], zenekarra (1975, átdolg.: 1980)
- Musica da camera [No.2] , Capricorn Music", klarinétra, hegedűre, gordonkára és zongorára (1976)
- Négy intermezzo, zongorára (1976)
- Tre pezzi, fuvolára és cimbalomra (1976)
- Szonáta, kürtre és zongorára (1976)
- Hat bagatell, fúvósötösre (1977)
- Jegyzetlapok III, zongorára (1977)
- Monológ, szólóklarinétra (1977)
- Szimfónia [No.2] ,,Évszakok", zenekarra (1977)
- Jegyzetlapok IV, zongorára (1978)
- Nyárvégi capricciók, hegedűre, brácsára, gordonkára és zongorára (1978)
- Négy darab, szaxofonra és zongorára (1978)
- Cséplődalok Angasmayónból, vegyeskarra és két ütőhangszerre (1979)
- Szonáta [No.1], hegedűre és zongorára (1979)
- Visszatérő epizódok, két cimbalomra (1979)
- Öt dal Weöres Sándor verseire, énekhangra és zongorára (1979)
- Szimfónia [No.3] ,,Sinfonia de Requiem", két énekhangra, vegyeskarra és zenekarra (1979-80)
- Szonáta [No.2], hegedűre és zongorára (1980)
- Hegedűverseny, hegedűre és szimfonikus zenekarra (1982-83)
- Gordonkaverseny [No.2], gordonkára és szimfonikus zenekarra (1984)
- Rapszódia, brácsára és zongorára (1984)
- Kommentárok egy Händel-témához, szimfonikus zenekarra (1985)
- Antigoné, opera 3 felvonásban (1987)
- Három darab, szimfonikus zenekarra (1988)
- Vonósnégyes [No.5] (1988)
- Magnificat, kórusra és zenekarra (1989-90)
- Tizenhárom a capella kórusmű (1990)
- Zongoraötös (1990)
- Missa Scarbantiensis, négy énekhangra, kórusra és zenekarra (1991)
- Tíz vegyeskar Rilke szövegeire (1991)
- Tizenhárom latin nyelvű motetta, a cappella vegyeskarra (1991)
- Missa choralis, négy énekhangra, kórusra és zenekarra (1992)
- Missa super B-A-C-H, vegyeskarra, orgonára és rézfúvós hangszerekre (1992)
- Öt homéroszi himnusz, női karra (1993)
- Vonósnégyes [No.6] ,,Uxori meae" (1993)
- Vonósnégyes [No.7] (1993)
- Litaniae Omnium Sanctorum, négy énekhangra, kórusra és zenekarra (1993)
- XXIX, Zsoltár, vegyeskarra, orgonára, trombitára és harsonára (1993)
- Kilenc dal Georg Trakl verseire, énekhangra és zongorára (1993)
- Missa Gurcensis, vegyeskarra és vegyes hangszeregyüttesre (1994)
- Vonósnégyes [No.8] (1994)
- Vonósnégyes [No.9] (1994)
- Vonósnégyes [No.10] (1994)
- Szimfónia [No.4] (Találkozások Philipp Emanuel B.-vel), zenekarra (1994)
- Livre d'orgue (10 darab), orgonára (1994)
- Két női kar (1995)
- Szimfónia [No.5], szoprán szólóra (Rilke szövegére) és szimfonikus zenekarra (1995)
- Négy kis tétel vonószenekarra (1995)
- Hét dal lator László verseire, énekhangra és zongorára (1995)
- Hét dal Rilke verseire, énekhangra és zongorára (1996)
- Zongoraszonáta [No.1] (1996)
- Zongoraszonáta [No.2] (1996)
- Zongoraszonáta [No.3] (1996)
- Te Deum, négy énekhangra, kórusra és zenekarra (1996)
- Zongoraszonáta [No.4] (1997)
- Kilenc dal Rilke verseire, énekhangra és zongorára (1997)
- Nyolc dal Rilke verseire, énekhangra és zongorára (1997)
- Zongoraverseny [No.1], zongorára és zenekarra (1997)
- Zongoraszonáta [No.5] (1997)
- Zongoraszonáta [No.6] (1997)
- Zongoraszonáta [No.7] (1997)
- Kamarakoncert [No.2], tizenkét hangszerre (1998)
- Zongoraszonáta [No.8] (1998)
- Zongoraszonáta [No.9] (1998)
- Zongoraszonáta [No.10] (1998)
- Zongoraszonáta [No.11] (1998)
- Vonósnégyes [No.11] (1999)
- Vonósnégyes [No.12] (1999)
- Mária élete, 11 dal Rilke verseire, énekhangra és zongorára (1999, átdolg.: 2002)
- Zongoraszonáta [No.12] (1999)
- Szimfónia [No.7], zenekarra (1999; visszavonva)
- Zongoraverseny [No.2], zongorára és zenekarra (2000)
- Zongoraszonáta [No.13] (2000)
- Oboaverseny, oboára és vonószenekarra (2001)
- Laudatio Scarbantiae (Sopron dicsérete), himnusz kórusra és zenekarra (2001)
- Zongoraverseny [No.3], zongorára és zenekarra (2001)
- Zongoraszonáta [No.14] (2001)
- Missa orbis factor, a capella vegyeskarra (2002)
- Zongoraszonáta [No.15] (2002)
- Zongoraszonáta [No.16] (2002)
- Kommentárok egy Haydn-témához, zenekarra (2003)
- Zongoraszonáta [No.17] (2003)
- Zongoraszonáta [No.18] (2003)
- Aranylövés, opera 1 felvonásban (2004)
- Zongoraszonáta [No.19] (2004)
- Zongoraszonáta [No.20] (2004)
- Tizenkét pünkösdi motetta, a cappella vegyeskarra (2004)
- Requiem, négy énekhangra, kórusra és zenekarra (2005)
- Szimfónia [No.6], zenekarra (2007)
- Hét adventi antifónia, vegyeskarra (2007)
- Szonáta, gordonkára és zongorára (2008)
- Nyolc karácsonyi responzórium, vegyeskarra (2008-09)
- Zongoraötös (2009)
- Öt dal Ingeborg Bachmann verseire, szopránhangra és zenekarra (2009)
- Öt dal Lator László verseire, szoprán hangra és zenekarra (2010)
- Szonáta [No.3], hegedűre és zongorára (2010)
- Trió, hegedűre, gordonkára és zongorára (2010; a Szonáta [No.3], hegedűre és zongorára c. mű átirata)
- Szonáta [No.4], hegedűre és zongorára (2010)
- Zongoratrió-tétel (2010)
- Tizenkét dal Ingeborg Bachmann verseire, szopránhangra és zongorára (2010)
- Tizenkét dal Ingeborg Bachmann verseire, szopránhangra és zongorára (2010)
- Tizenkét dal Ingeborg Bachmann verseire, szopránhangra és zongorára (2010)
- Tizenöt dal Ingeborg Bachmann verseire, szopránhangra és zongorára (2011)
- Szonáta [No.5], hegedűre és zongorára (2011)
- Szonáta [No.6], hegedűre és zongorára (2011)
- Missa tam in vocibus quam in core, négy énekhangra, kórusra és zenekarra (2011)
- Szimfónia, zenekarra (2011; benne felhasználva az elvetett 7. szimfónia zeneia anyaga)
- Tizenkét dal József Attila verseire, 1. sorozat, énekhangra és zongorára (2012)
- Tizenkét prelúdium és fúga, 1. sorozat, zongorára (2012)
- Tizenkét prelúdium és fúga, zongorára (2015-16)
- Tizenkét dal József Attila verseire, 2. sorozat, énekhangra és zongorára (2016)
- Vonósnégyes [No.16] (2016)
- Dalok Ady Endre verseire (2016-17)
- Zongoraszonáta [No.21] (2017)
- Tizenkét négykezes zongoradarab (2017)
- Zongoraszonáta [No.22] (2018)
- Emléklapok, 22 zongoradarab (2018-2020)
- Dalok Hermann Hesse verseire, énekhangra és zongorára (2018-2020)
- 9 dal Czigány György verseire, női hangra és zongorára (2020)

## Diszkográfia
- Jegyzetlapok zongorára I.-IV.-ig, Hungaroton HCD 32310-11
- Hangfelvételek a Magyar Rádió archívumában.